# Giải tích toán học

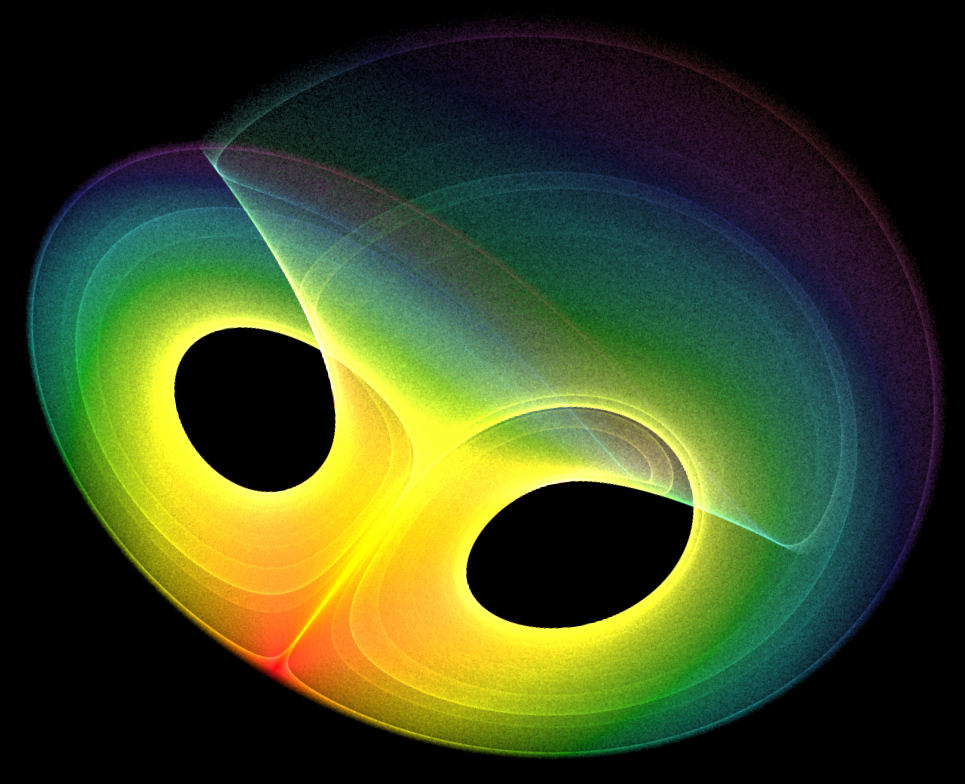
Khu vực hấp dẫn kỳ lạ phát sinh từ một phương trình vi phân. Phương trình vi phân là một lĩnh vực quan trọng của giải tích toán học với nhiều ứng dụng cho khoa học và kỹ thuật.

Giải tích toán học hay gọi ngắn là giải tích  (Tiếng Anh: analysis) là phân nhánh của toán học làm việc với hàm liên tục, giới hạn và các lý thuyết liên quan như đạo hàm, phép lấy tổng, tích phân, đo lường, chuỗi vô hạn và các hàm giải tích.
Những lý thuyết này thường được nghiên cứu trong trường số thực và số phức. Giải tích phát triển từ vi tích phân, từ đó phát triển các khái niệm và kỹ thuật giải tích cơ bản. Giải tích và hình học là hai nhánh riêng biệt; tuy nhiên, giải tích có thể được áp dụng cho bất kỳ không gian nào của các đối tượng toán học có định nghĩa lân cận (không gian tôpô) hoặc khoảng cách cụ thể giữa các đối tượng (không gian metric).

## Lịch sử

Archimedes đã sử dụng phương pháp vét kiệt để tính diện tích bên trong hình tròn bằng cách tìm diện tích của đa giác đều có càng ngày càng nhiều cạnh. Đây là một ví dụ sơ khai và không chính thức về giới hạn. Giới hạn là một trong những khái niệm cơ bản nhất trong giải tích toán học.

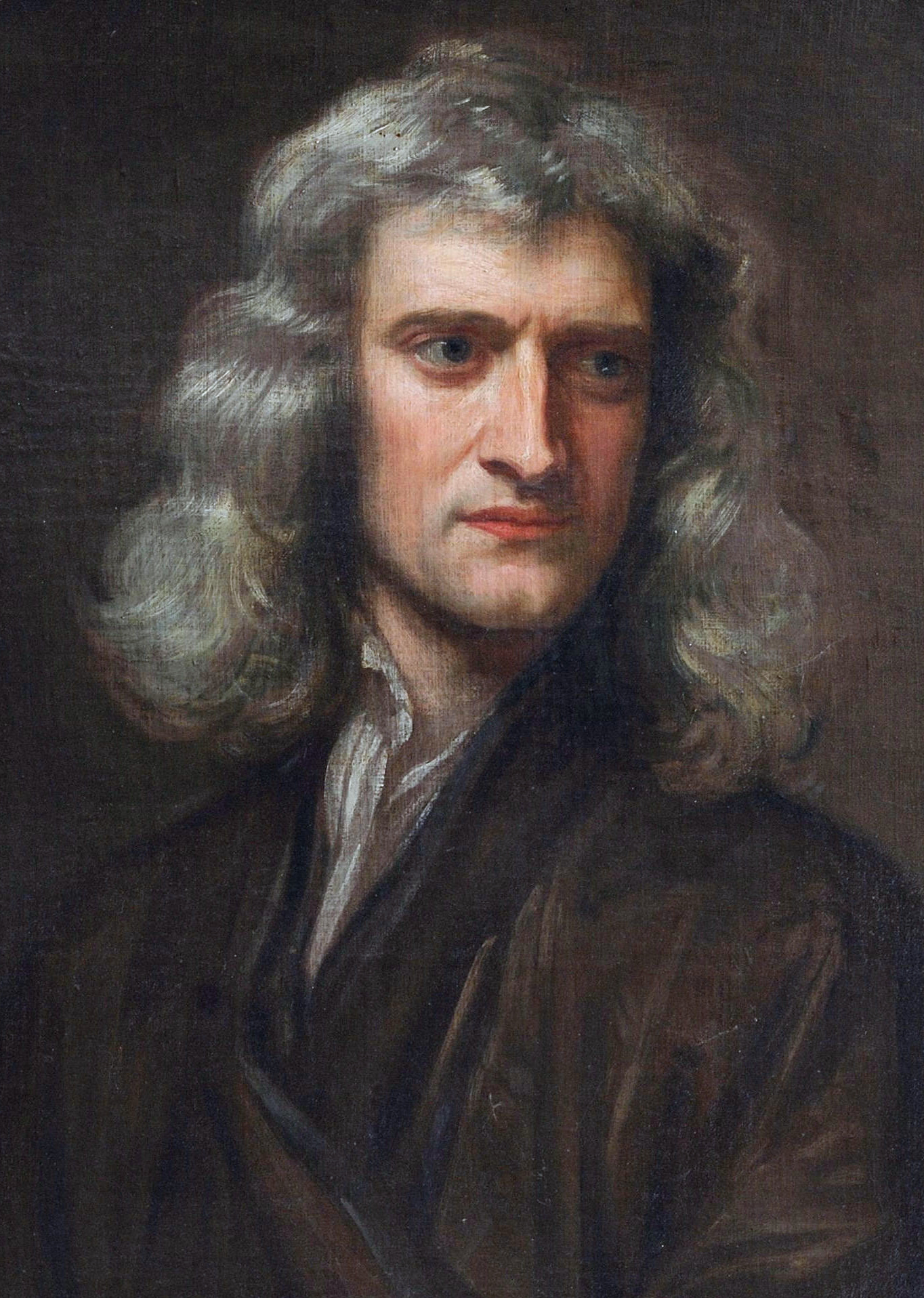
Nhà bác học Isaac Newton là một trong những người đóng góp nhiều nhất vào sự phát triển của giải tích.

### Cổ đại và Trung đại
Giải tích toán học chính thức được phát triển vào thế kỷ 17 trong cuộc Cách mạng khoa học, nhưng các ý tưởng được bắt nguồn từ các nhà toán học trước đó. Các kết quả liên quan tới giải tích đã xuất hiện trong thời kỳ đầu của toán học Hy Lạp cổ đại, ví dụ như một chuỗi vô hạn được tạo ra trong nghịch lý phân đôi của Zeno. (Nói cách khác, điểm quan trọng của nghịch lý này là việc phủ định sự vô hạn của chuỗi phép tính.) Sau đó, các nhà toán học Hy Lạp như Eudoxus và Archimedes đã sử dụng các khái niệm giới hạn và hội tụ một cách rõ ràng hơn, nhưng không chính thức hơn khi họ sử dụng phương pháp vét kiệt để tính diện tích của các vùng và thể tích của vật rắn.  Việc sử dụng rõ ràng các số ít vô cực xuất hiện trong Phương pháp Định lý Cơ học của Archimedes, một công trình được phát hiện lại vào thế kỷ 20. Ở châu Á, nhà toán học Trung Quốc Lưu Huy đã sử dụng phương pháp vét kiệt vào thế kỷ thứ 3 sau Công nguyên để tìm diện tích hình tròn. Tổ Xung Chi đã thiết lập một phương pháp mà sau này được gọi là nguyên lý Cavalieri để tìm thể tích của một hình cầu vào thế kỷ thứ 5. Vào thế kỷ 12, nhà toán học Ấn Độ Bhāskara II đã đưa ra các ví dụ về đạo hàm và sử dụng định lý mà ngày nay được gọi là định lý Rolle.
Trong thế kỷ 14, Madhava của Sangamagrama đã phát triển chuỗi vô hạn mở rộng, giống như chuỗi lũy thừa và chuỗi Taylor, các hàm như sin, cosin, tan và arctan. Cùng với việc phát triển chuỗi Taylor của các hàm lượng giác, ông cũng ước tính độ lớn của các số hạng sai số được tạo ra bằng cách cắt ngắn các chuỗi này và đưa ra giá trị xấp xỉ hợp lý của một chuỗi vô hạn. Những người theo học ông tại Trường phái Thiên văn và Toán học Kerala đã mở rộng thêm các công trình của ông cho đến thế kỷ 16.

### Cận đại và quá trình Hiện đại hóa
Các cơ sở hiện đại của giải tích toán học đã được xác lập ở châu Âu thế kỷ 17. Descartes và Fermat đã phát triển hình học giải tích một cách độc lập với nhau, ví dụ như phương pháp xấp xỉ của Fermat đã giúp ông tìm cực trị địa phương và tiếp tuyến của các đường cong; hay tác phẩm La Geómétrie của Descartes xuất bản năm 1637 mà trong đó lần đầu tiên giới thiệu hệ tọa độ Descartes, thường được coi là thời điểm xuất hiện chính thức của giải tích toán học. Vài thập kỷ sau, Newton và Leibniz đã độc lập phát triển vi tích phân, và vi tích phân đã phát triển với các ứng dụng tiếp tục cho đến thế kỷ 18. Các ứng dụng này tập trung vào các chủ đề giải tích như tính toán các biến phân, phương trình vi phân thông thường và riêng phần, giải tích Fourier và hàm sinh. Trong thời kỳ này, kỹ thuật giải tích được áp dụng cho các bài toán rời rạc bằng cách thay thế gần đúng bằng các bài toán với các hàm liên tục.
Trong thế kỷ thứ 18, Leonhard Euler lần đầu tiên giới thiệu kí hiệu ánh xạ. Từ đó, giải tích thực bắt đầu được phát triển một cách độc lập khi Bernand Bolzano giới thiệu khái niệm theo nghĩa hiện đại về sự liên tục vào năm 1816, nhưng người ta chỉ biết đến chúng sau năm 1870. Năm 1821, Augustin-Louis Cauchy phủ nhận các nguyên lý đại số thường được sử dụng trước đó (đặc biệt là bởi Euler) để xây dựng lại vi tích phân bằng các ý tưởng hình học và các vô cùng bé; đề ra khái niệm liên tục khi này là: sự thay đổi vô cùng bé của x sẽ dẫn tới sự thay đổi vô cùng bé cũng tương đương của y. Ông cũng đề ra khái niệm dãy Cauchy, cũng như các định lí nền tảng của giải tích phức. 